# Hello Napoleon (film 1931)
Hello Napoleon è un film del 1931 diretto da Harry Edwards.

## Produzione
Il film fu prodotto dall'Universal Pictures con il titolo di lavorazione Feeling Fit.

## Distribuzione
Distribuito dall'Universal Pictures, il film - un cortometraggio in due bobine - uscì nelle sale cinematografiche USA il 3 giugno 1931.